# Марк Помпей Сільван Стаберій Флавіан
Марк Помпе́й Сільва́н Стабе́рій Флавіа́н (лат. Marcus Pompeius Silvanus Staberius Flavianus; ? — 83) — державний діяч Римської імперії, тричі консул-суффект 45, 76 і 83 року.

## Життєпис
Походив з роду Помпеїв з Арля (провінція Нарбонська Галлія). Його предки за часів імператора Октавіана Августа прибули до Риму й увійшли до сенату. Був сином Марка Помпея Пріска, сенатора. Його мати ймовірно була з роду Стаберіїв Флавіанів.
Свою кар'єру розпочав як легат за часів імператорів Тиберія (наприкінці правління) та Калігули. У 45 році став консулом-суффектом разом з Марком Антонієм Руфом. З 53 до 56 року за часів імператорів Клавдія та Нерона як проконсул керував провінцією Африка.
У 69 році імператор Гальба призначив його імператорським легатом-пропретором провінції Далмація. Імператор Веспасіан у 71 році надав Помпею посаду куратора водопостачання Риму. Цю посаду він обіймав до 73 року.
У 76 році вдруге став консулом-суффектом. Марк Помпей зберіг свій статус й за імператорів Тита та Доміціана. Останній у 83 році зробив Помпея Сільвана втретє консулом-суффектом, цього разу разом з Секстом Кармінієм Ветом, але не вступивши на посаду Марк Помпей помер.